# Mönthal
Mönthal (schweizertyska: Müendl) är en ort och kommun i distriktet Brugg i kantonen Aargau, Schweiz. Kommunen har 405 invånare (2023).